# Imbaú
Imbaú é um município brasileiro localizado na região dos Campos Gerais do estado do Paraná, a 217 km da capital paranaense, Curitiba. Pertence à Mesorregião do Centro Oriental Paranaense, ocupando uma área de 331,2 km², o que representando 0,1662% do território paranaense, 0,0588% da Região Sul e 0,0039% do Brasil, sendo que 0,9 km² estão em perímetro urbano e os 330,3 km² restantes constituem a zona rural.
O Índice de Desenvolvimento Humano Municipal (IDH-M) correspondia em 2010 a 0,622 e sua população, conforme estimativas do IBGE de 2020, era de 13 282 habitantes.

## Etimologia
O nome Imbaú tem raiz na língua tupi, e significa "beber [água] da bica". Na região do município existem dois cursos d'água que fazem referência a este vocábulo: o Rio Imbaú e o Rio Imbauzinho. Segundo os moradores mais antigos, a denominação é devida a uma bica d'água localizada próxima a estrada onde hoje fica a BR-376, e que era procurada pelos viajantes para matar a sede.

## História

### Antecedentes e origens
Imbaú localiza-se na região dos Campos Gerais do Paraná. Esta região foi um importante corredor do tropeirismo, movimento que perdurou do início do século XVIII até por volta da década de 1930, quando o ciclo econômico terminou. Os campos e campinas do Imbaú foram transformados em pastagens, formando fazendas compreendidas na época no município de Tibagi. A paisagem era essencialmente rural e a pecuária movia a economia local.

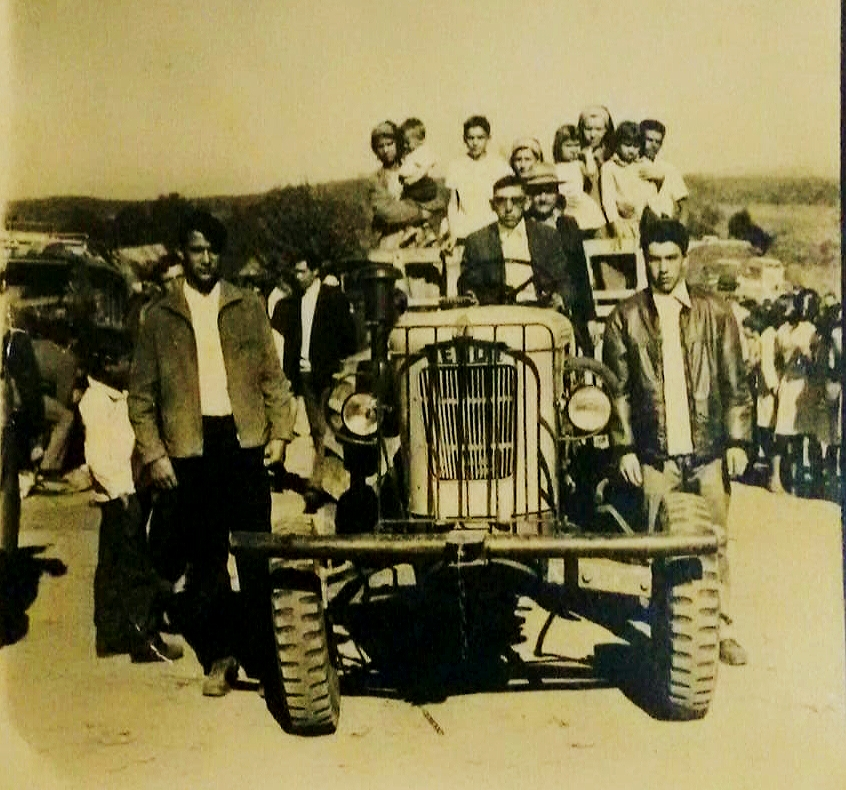
Pioneiros com um trator em Imbaú.

Com o povoamento da área em torno da futura cidade, a localidade passou a ser denominada "Cirol", que era a sigla de uma empresa de pavimentação asfáltica que se instalou na região em meados da década de 1960. A companhia Construtora Hidrelétrica e Rodoviária Ltda. - CIROL  aproveitou uma importante jazida de diabásio, instalando uma pedreira e um acampamento para os operários, junto à estrada que ligava Cidade Nova (Telêmaco Borba) a Reserva. Em 1963 iniciou-se a pavimentação da BR-376 (conhecida como Rodovia do Café) e com ela, a povoação da localidade pelas famílias dos empregados na construção da rodovia federal. Nessa época não havia quase nada no local onde hoje se encontra a sede, apenas campos destinados à pecuária e à agricultura em pequena escala.
A rodovia foi inaugurada em 25 de julho de 1965, juntamente com o "Posto, Churrascaria e Lanchonete Imbaú", e em comemoração houve uma corrida automobilística de Curitiba a Apucarana. O complexo empresarial recebeu o nome de um rio que corre nas redondezas.
Os primeiros moradores da então localidade foram ocupando terrenos nas proximidades da BR-376 e da PR-160, formando pequenas vilas, como Bela Vista e Oliveira. A principal avenida da cidade é a Ivo Jangada, nome dado em homenagem a um dos pioneiros do bairro.

### Evolução e emancipação
Pela lei municipal nº 58, de 16 de agosto de 1966, foi criado o distrito de Imbaú, cuja localidade antes era denominada Cirol, no município de Telêmaco Borba.
Na década de 1990 intensificou o desejo da maioria da população local para formar um município independente. 
O município de Imbaú foi criado através da Lei Estadual nº 11.220, de 8 de dezembro de 1995, sancionada pelo então governador do Paraná, Jaime Lerner, com sede do antigo distrito de Imbaú, e território desmembrado do município de Telêmaco Borba e um pequeno território (81,2 km²) do município de Reserva. A instalação deu-se em 1 de janeiro de 1997, tendo com primeiro prefeito Sidnei da Silva Mendes.

## Geografia
A sede municipal está em média a 940 metros acima do nível do mar e localizada a 217 km da capital paranaense, Curitiba. O município localizado na região dos Campos Gerais, no segundo planalto paranaense, ocupa uma área de 331,2 km², representando 0,1662 % do território paranaense, 0,0588 % da Região Sul e 0,0039 % do Brasil.
Nos vales dos rios Imbaú e Imbauzinho estão os pontos mais baixos do município, na porção de sudoeste para nordeste. O ponto mais baixo fica na divisa com Telêmaco Borba, com 659 metros de altitude em relação ao nível do mar. Já os pontos mais elevados correspondem aos topos dos diques de diabásio, na serra do Facão, de sudeste para noroeste, com aproximadamente 1 000 metros de altitude. O ponto culminante do município fica na divisa com Reserva, na localidade de Bela Vista da Corrente, com cerca de 1 015 metros de altitude em relação ao nível do mar.
De acordo com a divisão regional vigente desde 2017, instituída pelo Instituto Brasileiro de Geografia e Estatística (IBGE), o município pertence à Região Intermediária de Ponta Grossa e à Imediata de Telêmaco Borba. Até então, com a vigência das divisões em micro e mesorregiões, fazia parte da microrregião de Telêmaco Borba, que, por sua vez, estava incluída na mesorregião Centro Oriental Paranaense.

### Hidrografia
O município de Imbaú está inserido na bacia hidrográfica do rio Tibagi (tributário do rio Paranapanema), para o qual drenam os seus rios, através do rio Imbaú (a sudeste) e do rio Imbauzinho (a noroeste), as duas sub-bacias de maior importância local. A bacia do rio Imbaú corresponde a pouco mais que a metade do município, apresentando como principal afluente o rio Charqueada. Os principais cursos de água do município são: rio Imbaú; rio Imbauzinho; rio Charqueada; rio Jacutinga; rio do Sapateiro; arroio Areia Preta; arroio Bonito; arroio da Anta; arroio do Antunes; arroio do Caçador; arroio Furneiro; arroio Grande; arroio Irati; arroio Jacutinga; arroio Pururuca.

### Vegetação
Originalmente o município está incluído predominantemente na região fitogeográfica da Floresta Ombrófila Mista (Mata com Araucárias). Parte do município, principalmente na porção nordeste, era formado pelos campos limpos, que deram feição e nome à região dos Campos Gerais. A flora arbórea da Floresta Ombrófila Mista é superior a 200 espécies no Paraná. Ocorrem na região de Imbaú cerca de 241 espécies arbóreas nativas, pertencentes a 57 Famílias, das quais as mais representativas são Myrtaceae (24), Fabaceae (21), Mimosaceae (16), Lauraceae (16), Euphorbiaceae (15), Meliaceae (9) e Caesalpiniaceae (8).
O mapa fitogeográfico do Paraná inclui a região de Imbaú como sendo de mata degradada com araucária, com sua supressão acelerada a partir de 1935. Estas áreas de floresta, hoje bastante fragmentadas, são compostas de muitas espécies arbóreas nativas de valor comercial. A vegetação florestal em estágio avançado de regeneração ocorre principalmente no enxame de diques de diabásio na Serra do Facão, ou em matas ripárias bastante entalhadas. Muitas áreas no município foram inicialmente substituídas por pastagens e lavouras. Verifica-se também a presença de vegetação exótica, sobretudo o cultivo florestal de pinus e eucalipto para obtenção de madeira.
No município está localizado a Parque Estadual Floresta do Saltinho, uma unidade de conservação criada em 1983, primeiramente como Reserva Florestal do Saltinho. Embora a unidade seja relativamente pequena em área, tem como objetivo proteger a vegetação, que é composta de capoeira remanescente da floresta com araucária, e servir como um corredor ecológico, além de poder ser usava para fins educacionais, recreativos e científicos. Também está localizado no município, próximo ao rio Imbaú, a Reserva Particular do Patrimônio Natural Samuel Klabin, com uma área de 168,87 hectares. A RPPN foi homologada em 2025, a partir de um projeto de iniciativa de Roberto Klabin, empresário e ambientalista, que transformou o espaço em um local para ser restaurado e preservado, onde a vegetação de Mata Atlântica, encontrava degradada e com a presença de espécies exóticas. A Reserva abriga um centro de visitantes, trilhas e uma torre de observação para promover a educação, conscientização ambiental e ecoturismo. Outras unidades de conservação estão localizadas na região e dessas as que mais são importantes para o município de Imbaú, influenciando indiretamente na manutenção da fauna e da flora, merecem destaque a Área de Proteção Ambiental da Escarpa Devoniana e a Reserva Particular do Patrimônio Natural Fazenda Monte Alegre.

## Demografia
Na década de 1970 a população de Imbaú era basicamente formada pela população rural. Entre 1980 e 1991 a população urbana superou pela primeira vez a população rural do então distrito. Já na década de 2000 Imbaú contava com 5 483 pessoas vivendo na área urbana e 3 991 pessoas vivendo na área rural. Em 2010, sua população foi contada no censo demográfico do IBGE em 11 274 habitantes, sendo 7 060 habitantes na área urbana e 4 214 habitantes na área rural.  Segundo o censo daquele ano, 5 748 habitantes eram homens e 5 526 mulheres. Apresentou 58% de taxa de urbanização. e a densidade demográfica municipal, em 2010, atingiu um valor médio de 34,09 habitantes por quilômetro quadrado. Sua população, conforme estimativas do IBGE, em 2020, era de 13 282 habitantes, estando entre os 160 municípios mais populosos do Paraná, dos 399.
Imbaú apresenta muitas localidades rurais, distribuídas por todo o território. São bairros, vilas e povoados que formam diversas comunidades, como, por exemplo, Charqueada de Baixo, Charqueada de Cima, Charqueada de Entrada, Charqueada dos Betim, Charqueadinha, Imbauzinho, Areia Preta, km 222, Campina do Juca Pedro, Caçador, Bela Vista da Corrente, Faxinal de São Pedro, Serra do Facão, Serrinha, Jacutinga e Assentamento Guanabara.

### Composição étnica
| Etnias   |                                 |
| -------- | ------------------------------- |
| Branca   | 69,42%                          |
| Parda    | 25,62%                          |
| Negra    | 4,04%                           |
| Amarela  | 0,63%                           |
| Indígena | 0,29%                           |
| Fonte    | IBGE - Censo Demográfico (2010) |

Em 2010, segundo dados do censo do IBGE daquele ano, a população residente no município era composta por 7 826 brancos (69,42%); 2 888 pardos (25,62%); 455 pretos (4,04%); 71 amarelos (0,63%); 33 indígenas (0,29%) declarados. Ainda em 2010, 11 274 habitantes eram brasileiros natos (100%) e nenhum era estrangeiro.
Os pioneiros que chegaram em Imbaú eram de famílias descendentes de tropeiros da região. Essas famílias receberam influências de índios e também de africanos e seus respectivos descendentes que vieram habitar os Campos Gerais, bem como de seus mestiços, como caboclos e mulatos. O tropeirismo, que foi a base da sociedade dos Campos Gerais, ainda pode ser visto na tradição popular, como nos costumes, na religiosidade, no folclore, na gastronomia, no artesanato e na música. A partir da década de 1960 Imbaú recebeu outras etnias, com a chegada de descendentes de imigrantes que colonizaram a região, como poloneses, ucranianos e alemães, que vieram de Reserva, Ortigueira e Ponta Grossa, entre outros municípios. Em seu território Imbaú conta também com algumas comunidades de populações consideradas tradicionais, os faxinalenses, além de indígenas que circulam na região, principalmente pela proximidade com as aldeias de Ortigueira.

### Religião
De acordo com o Censo 2010 do IBGE existe diversas comunidades religiosas no município, predominantemente cristãs. Entre a população residente em 2010 o censo mostrou 7 202 pessoas que declararam-se católicas apostólica romana, 30 pessoas que declararam-se católicas ortodoxa e 3 288 pessoas que declararam-se evangélicas. Ainda mostrou 28 pessoas com religião não determinada e múltiplo pertencimento e 61 de outras religiosidades. Além de 665 pessoas que declararam não ter religião e nenhuma pessoa declarou ter religião de tradições indígenas.
Dentre as instituições religiosas destacam-se a Igreja Católica Apostólica Romana, Assembleia de Deus, Congregação Cristã no Brasil, Igreja do Evangelho Quadrangular, Igreja Evangélica Pentecostal O Brasil Para Cristo, Igreja Pentecostal Deus é Amor, Igreja Universal do Reino de Deus, entre outras instituições menores.

## Economia
De acordo com dados do IBGE o PIB do município era de 203.824,59 reais em 2016, sendo que 15.348,57 reais eram de impostos sobre produtos líquidos de subsídios a preços correntes e o PIB per capita era de 16.241,00 reais. O valor adicionado bruto da administração, saúde e educação públicas e seguridade social, a preços correntes rendia 49.450,10 reais. O valor adicionado bruto da agropecuária, a preços correntes, rendia 33.867,82 reais. O valor adicionado bruto do setor industrial rendia 34.897,68 reais. Já o valor adicionado bruto do setor de serviços a preços correntes foi de 70.260,43 mil reais. O setor terciário, comércio e serviços, tem o maior peso na economia local responsável por mais de mil postos de trabalho com destaque para os segmentos de alojamento, alimentação e apoio ao transporte.

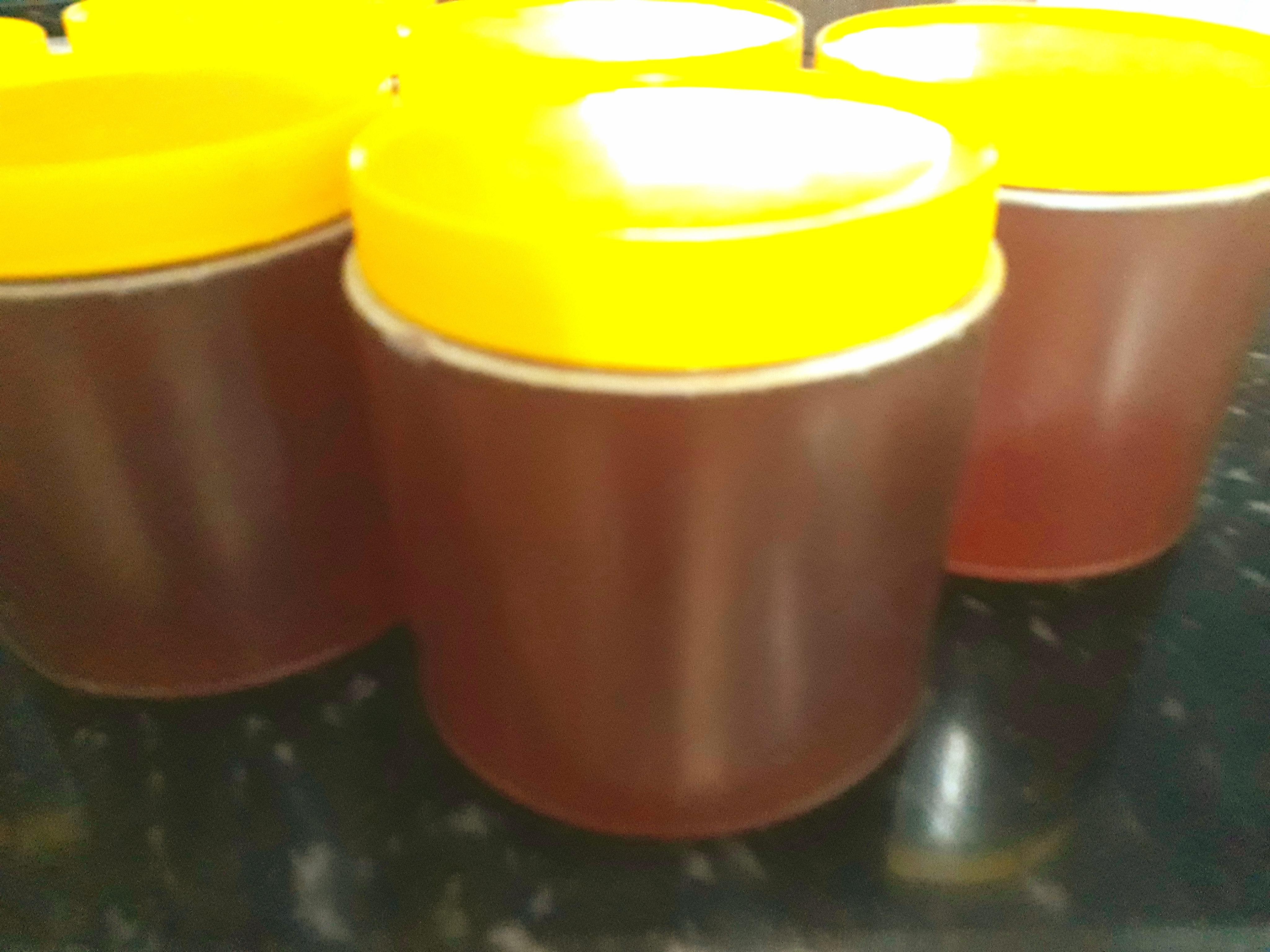
Potes do típico mel produzido em Imbaú.

Em relação ao setor primário, a economia do município é basicamente resumida em agricultura, pecuária, pesca, apicultura, silvicultura e exploração florestal, com forte tendência para o desenvolvimento da indústria madeireira. Na produção agrícola, destacam-se a produção de milho, soja, trigo e tomate. O município conta ainda com produção de mel e produtos hortifrutigranjeiros. Há empresas que prestam serviço ao setor florestal, como transportadoras e empreiteiras. A silvicultura ocupa cerca de 70% da área do município, sendo que grande parte da produção de madeira é para suprir a demanda das indústrias da região. O setor secundário é o menos desenvolvido e as principais empresas são as indústrias madeireiras, química e cerâmica.
Estrategicamente localizada, é também ponto de passagem para a exportação de produtos pelo Porto de Paranaguá. Por ligar Ponta Grossa até a cidade de Apucarana, ou seja, toda a região norte do Paraná até Ponta Grossa e também Curitiba, Paranaguá e litoral, tornou-se ponto de parada para muitos caminhoneiros e viajantes, o que faz movimentar a arrecadação monetária do município principalmente com serviços de hotelarias, pousadas, restaurantes e serviços destinados a área mecânica de transportes. A economia do município vem se desenvolvendo, apesar de ainda apresentar muita carência e falta de infraestrutura em vários setores.

## Infraestrutura

### Educação

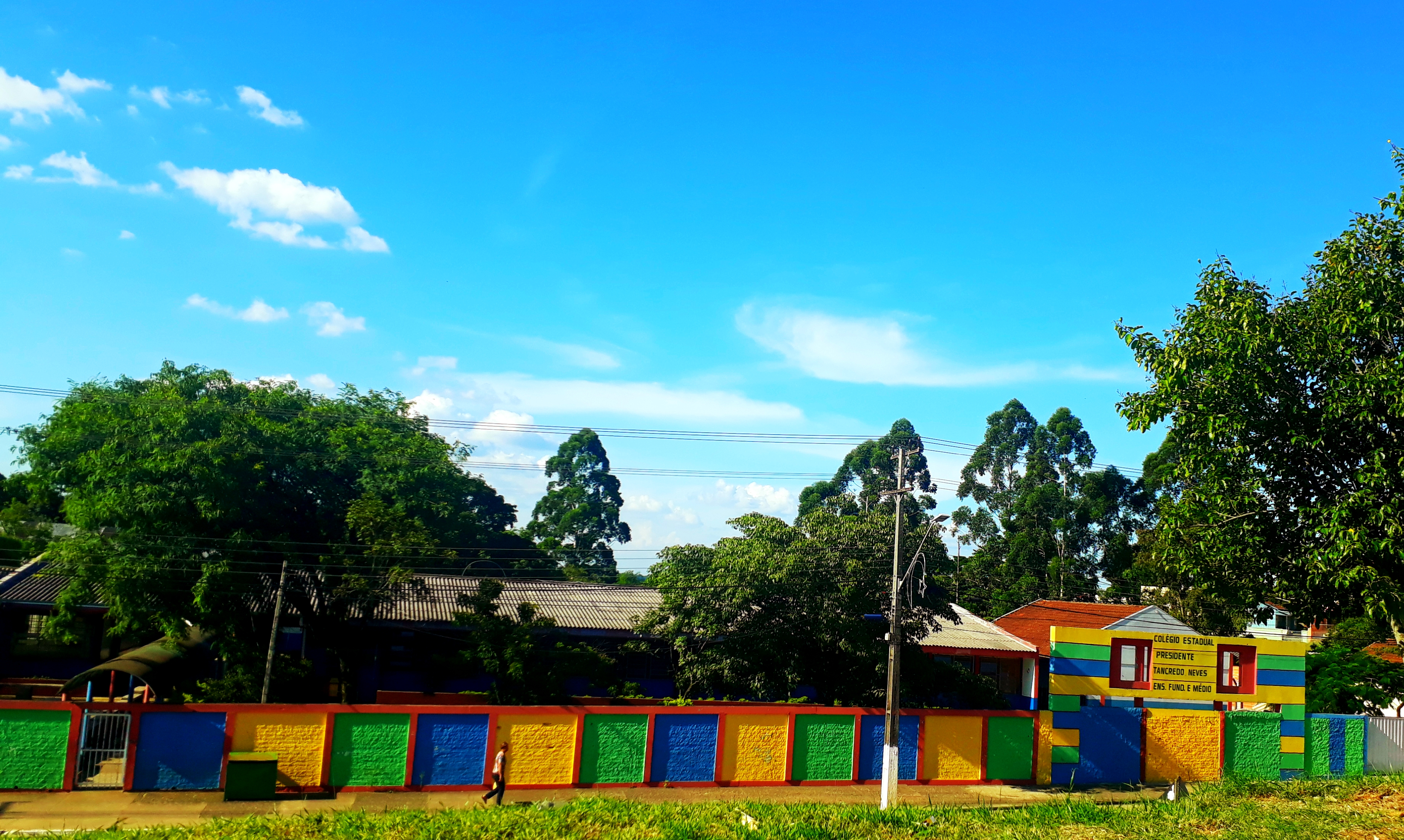
Colégio Estadual Presidente Tancredo Neves, em Imbaú.

A rede municipal de educação de Imbaú é formado por seis unidades escolares, sendo cinco delas localizadas na sede municipal e uma na localidade de Charqueada de Baixo. A prefeitura responde pela educação em âmbito municipal, cuja implementação das políticas educacionais é de competência da Secretaria Municipal de Educação. A rede estadual de ensino conta com três colégios no município, além de uma escola de modalidade de educação especial.

### Serviços
A distribuição de energia no município é fornecida pela Companhia Paranaense de Energia (Copel). Segundo a empresa, em 2019 havia um total de 4 600 unidades consumidoras e foram consumidos um total de 14 535 KWh de energia. Já o serviço de abastecimento de água de toda a cidade é feito pelo Companhia de Saneamento do Paraná (Sanepar). Segundo a empresa, em 2019 havia um total de 3 570 ligações e um total de 3 815 unidades atendidas, sendo que o consumo de água faturado e medido foi de 430 317 m³ e 399 087 m³ respectivamente. Em relação a rede coletora de esgoto para tratamento o serviço é realizado também pela Sanepar, sendo que em 2019 havia no município um total de 1 781 ligações e um total de 1 935 unidades atendidas. Em relação a coleta de resíduos urbanos, Imbaú não possui um aterro sanitário próprio, depositando o lixo coletado no aterro do município de Telêmaco Borba. Sobre os correios e telégrafos, a cidade é servida por uma agência da Empresa Brasileira de Correios e Telégrafos, localizada no bairro Bela Vista. O município possui também apenas um Código de Endereçamento Postal (CEP): 84.250-000.

### Transportes
A frota municipal em 2018 era de 5 649 veículos, sendo 3 099 automóveis, 255 caminhões, 66 caminhões-tratores, 566 caminhonetes, 122 caminhonetas, um ciclomotor, 25 micro-ônibus, 1 107 motocicletas, 234 motonetas, 30 ônibus, 52 reboques, 61 semi-reboque, três triciclos e 18 utilitários.
Imbaú é privilegiado por estar dentro do corredor econômico do Paraná graças a BR-376 (Rodovia do Café) que corta o município. Sendo então uma importante via dentro do município, a estrada liga o noroeste do estado com o litoral. Recebeu esse nome por ter sido o principal tronco de escoamento da safra de café para exportação, quando essa era a mais importante cultura agrícola do estado. Por esta rodovia são transportados os grãos produzidos na região norte com destino às indústrias de esmagamento em Ponta Grossa e ao porto de Paranaguá.
A PR-160 (Rodovia do Papel) apresenta sua importância devida ao escoamento dos produtos florestal-madeireiro, ligando Imbaú até ao município de Telêmaco Borba, e gerando desenvolvimento econômico pela presença de madeireiras e outras empresas do setor. É uma estrada pertencente ao governo do Paraná que liga a localidade de Paranagi em Sertaneja (quase na divisa com o Estado de São Paulo) com a BR-476 na cidade de Paula Freitas, quase na divisa com o Estado de Santa Catarina. A rodovia PR-160 coincide com a PR-239 no trecho entre a localidade de Lagoa até o entroncamento com a PR-441 em Reserva.
Rodoviário
- BR-376 — Trecho Imbaú-Ortigueira e Imbaú-Caetano Mendes (Tibagi) - Rodovia do Café.[41]
- PR-160 — Trecho Imbaú-Telêmaco Borba (Rodovia do Papel) e Imbaú-Reserva (Rodovia Antônio Eduardo de Brito[42]).
- PR-340 — Trecho Imbaú-Telêmaco Borba.[43]

Ferroviário
O município de Imbaú é cortado na porção noroeste por um pequeno trecho ferroviário, pouco mais que 3 km. A linha, que integra a Estrada de Ferro Central do Paraná, possuía nessa região uma estação ferroviária, a Estação Leonardos. A antiga estação foi desativada em 1996.
Aéreo
O município de Imbaú não conta com aeródromo. A região é atendida pelo Aeroporto de Telêmaco Borba, que conta com voos regulares.

## Política e administração
A administração municipal se dá pelos poderes executivo e legislativo. A atual prefeita é Dayane Sovinski (PSD) e o vice-prefeito é David José Antunes Teixeira (PSD), eleitos em 2020 com 54,72% dos votos, derrotando o então prefeito Lauir de Oliveira, o Lauzinho e, sendo reeleita nas eleições municipais de 2024 com 66,83% dos votos válidos, contra o vereador Juninho do Miro (PSB), que obteve 33,17% dos votos. A sede administrativa do executivo é a prefeitura municipal, localizada na Av. Francisco Siqueira Kortz, no bairro São Cristóvão. O poder legislativo é constituído pela câmara municipal de Imbaú, composta por nove vereadores.
No âmbito da Justiça Eleitoral, Imbaú pertence à 111ª Zona Eleitoral, com sede em Telêmaco Borba. Havia 8 047 eleitores no município em dezembro de 2020, o que representava 0,101% do total do estado do Paraná.

## Cultura

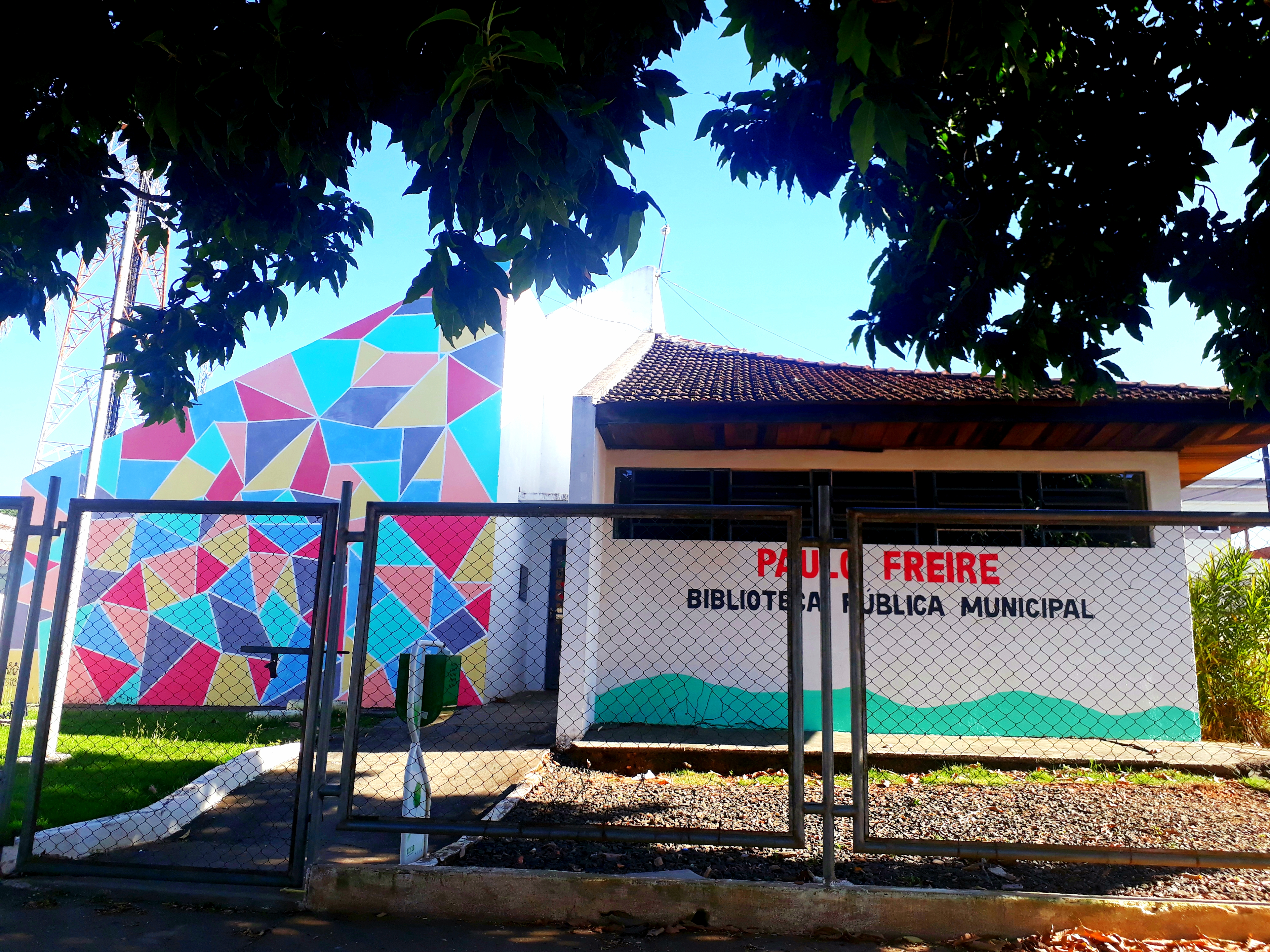
Biblioteca Pública Municipal Paulo Freire, em Imbaú.

### Símbolos municipais
O brasão de armas de Imbaú, juntamente com a bandeira e o hino, constituem os símbolos do município, representando sua cultura e história.
Brasão de armas
O brasão de Imbaú é desenhado em clássico flamingo ibérico, estilo herdado à heráldica brasileira. Há a coroa mural em cor amarela (metal ouro), com oito torres, mas apenas cinco são vistas e em perspectiva no desenho. O campo do brasão está dividido em quatro quartéis, dois escudentes e mais um área triangular separado a área inferior um linha sinuosa em cor azul. O escudente do lado esquerdo no topo do Brasão em abismo há desenhado um livro que representa a bíblia, símbolo da religiosidade presente no município. O escudente ao lado direito há desenhado um livro, globo terrestre, um tinteiro e caneta que representam a ciência e a educação no município. Dividindo os dois quartéis da ala superior, há um pinheiro do Paraná (araucária) que é o símbolo do Estado do Paraná. No primeiro quartel a esquerda na parte superior, há no desenho em abismo o início da colonização quando as terras eram cultivadas com arados e máquinas manuais, com colonos fazendo suas plantações. No segundo quartel a direita há em cor verde a presença de um reflorestamento de pinus, representando uma das riquezas de Imbaú. A linha sinuosa em cor azul simboliza a hidrografia, com os rios e riachos que cortam o território municipal. No terceiro quartel em abismo, há um homem do campo cultivando suas terras com trator. No quarto quartel em abismo desenhado há a representatividade da pecuária no município, com cabeças de boi, porco e carneiro. Na área com desenho triangular, há uma colmeia em cor amarela, com mel e uma abelha, representando a apicultura, sendo que o município é um dos grandes produtores de mel da região. Abaixo do campo do brasão de armas e acima do listel há engrenagens desenhadas que simbolizam o setor industrial no município. Como suportes vivos do brasão há desenhados ramos de soja e trigo, no lado esquerdo, e feijão e milho, no lado direito. Há ainda a luminária em cor vermelha, pelo significado da cor heráldica, é condizente com os predicados propícios dos pioneiros e desbravadores e dos dirigentes da comunidade imbauense. O listel em cor vermelha tem em seu interior o topônimo "Imbaú", nome do município. Em flâmula do lado esquerdo há os seguintes algarismos: 08.12.1995 - dia, mês e ano que foi emancipado o município. Em flâmula do lado direito há os seguintes algarismos: 01.01.1997 - dia, mês e ano da instalação do município.
Bandeira
A bandeira do município de Imbaú foi desenhada seguindo as normas estabelecidas pela lei n° 5.700 de 1 de agosto de 1942. A bandeira apresenta a seguinte composição: Triângulo irregular em cor amarela; Três faixas horizontais sendo: faixa horizontal na parte superior em cor azul, faixa horizontal na parte inferior em cor verde e faixa horizontal central em cor branca com o brasão municipal. A cores trazem significados próprios sendo: azul simboliza o juramento e o céu com a pré-indicação de grandeza. A cor verde simboliza a esperança da população em um progresso, além de evidenciar as campinas, mata nativa, reflorestamento e a área agrícola. A cor branca presente caracteriza a fé e a religiosidade da população. O triângulo em cor amarela apresenta as riquezas naturais do município de Imbaú.
Hino
O município conta com um hino, cuja letra é de Maria de Lurdes Martins e Nilson Aparecido Garcia, e a música de Nilson Aparecido Garcia. A composição faz primeiramente menção aos campos e cerrados que eram típicos do município. Faz citação da terra, como um torrão onde pioneiros com muito trabalho confiaram o progresso. Faz ainda referência a toponímia, explicando o significado da palavra Imbaú, bem como da origem indígena em tupi-guarani. Ainda na letra há o reconhecimento da importância da agricultura, com o cultivo do arroz, feijão e milho, que eram as principais lavouras quando o município foi formado. Cita também a madeira e o mel, que representa os outros dois pilares econômicos do município: a silvicultura e a apicultura.

### Culinária

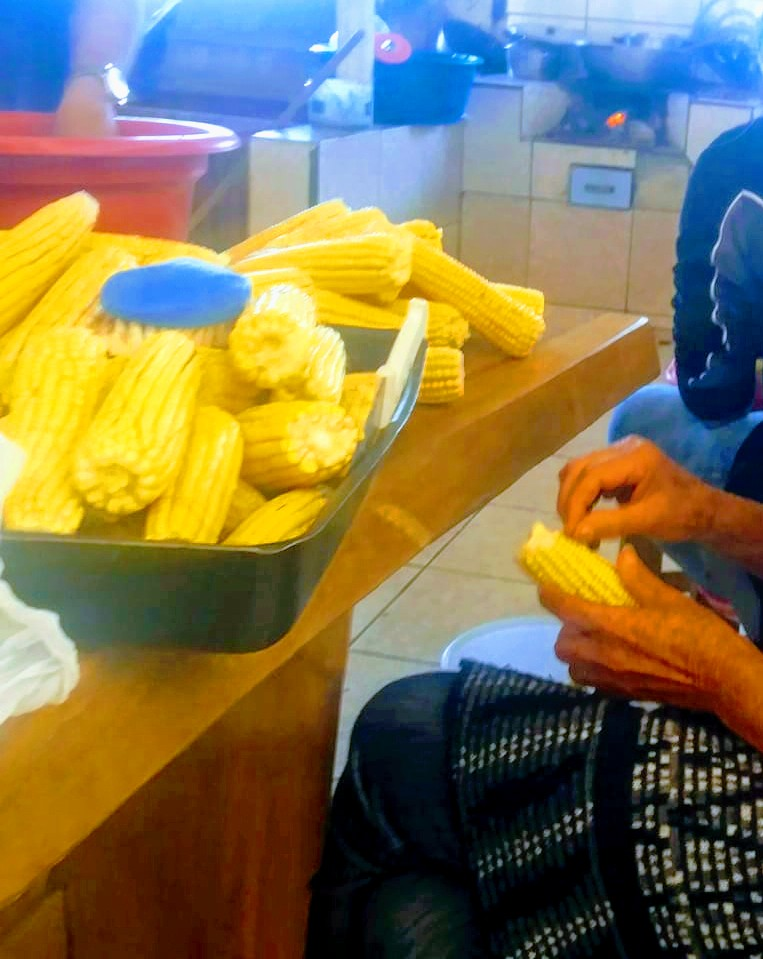
Pessoas preparando mingau de milho verde em Imbaú.

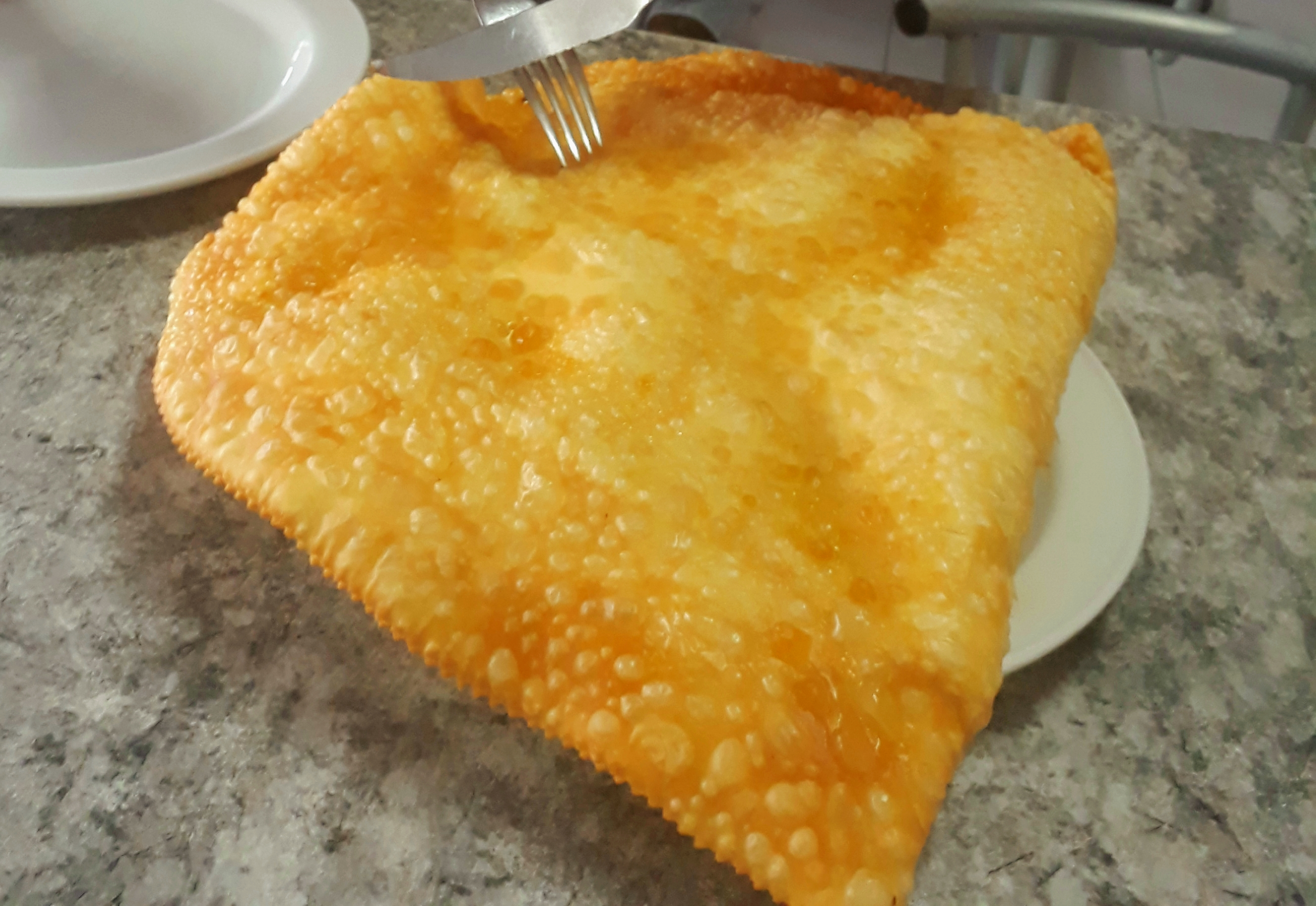
Pastel no município de Imbaú.

O prato típico do município de Imbaú é o mingau de milho verde com frango caipira. A iguaria foi escolhida pelo poder público, sendo aprovado por lei e instituído em caráter oficial. Na receita típica imbauense o frango picado é temperado com sal, alho, limão e cachaça. É levado ao fogo em uma panela com banha e depois acrescentado água, cebola, cebolinha verde a gosto. Já o mingau é cozido e feito com espigas de milho raladas, água, sal a gosto, dentes de alho amassados. Quando o mingau fica consistente é acrescentado azeite e salsinha a gosto. O prato tem origem histórica, remetendo aos primeiros moradores do município e o cultivo do milho, muito comum em Imbaú, além do mais resgata a influência indígena com o uso do mingau de milho na gastronomia, combinando com as tradições tropeiras, com o uso do frango caipira.
Outro prato que é referência no município é o pastel gigante frito, muito procurado por viajantes que passam pela rodovia que corta o município. É um prato feito de massa à base de farinha, recheado e frito em óleo fervente. O pastel chegou no norte do Paraná em meados da década de 1960 e com a abertura da Rodovia do Café, muitos viajantes do norte do estado começaram a transitar pela região, assim surgiu o pastel gigante de Imbaú, um prato de "beira de estrada", para atender os viajantes.

### Festividades

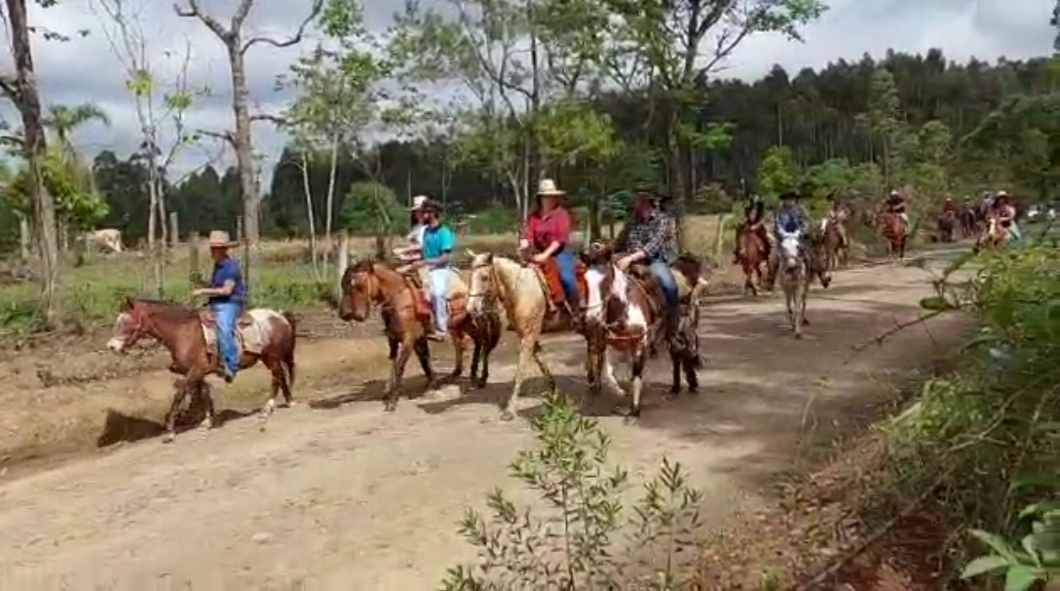
Cavalgada na Campina do Juca Pedro, município de Imbaú.

A principal festividade do município de Imbaú é a tradicional Festa de São José. A origem da festividade no município está associada a instalação da Capela São José. No início das comemorações era realizada uma procissão com a imagem de São José pelas ruas da cidade e a realização de uma missa seguida de um almoço e leilões. A Capela São José foi construída às margens da Rodovia do Papel e foi inaugurada em 27 de dezembro de 1970. O município adotou o santo como padroeiro, tendo como comemoração o dia 19 de março. Entretanto, a festa em comemoração ao dia do padroeiro passou a ocorrer no segundo domingo do mês de maio, com três dias de celebração, sendo de maior importância o domingo com o churrasco preparada no salão da igreja. Integra ainda como eventos no município a Festa do Divino, a Festa da Imaculada Conceição, a Festa da Santinha, a Festa do Colono, a Festa de Emancipação (aniversário do município), entre outros.

## Turismo

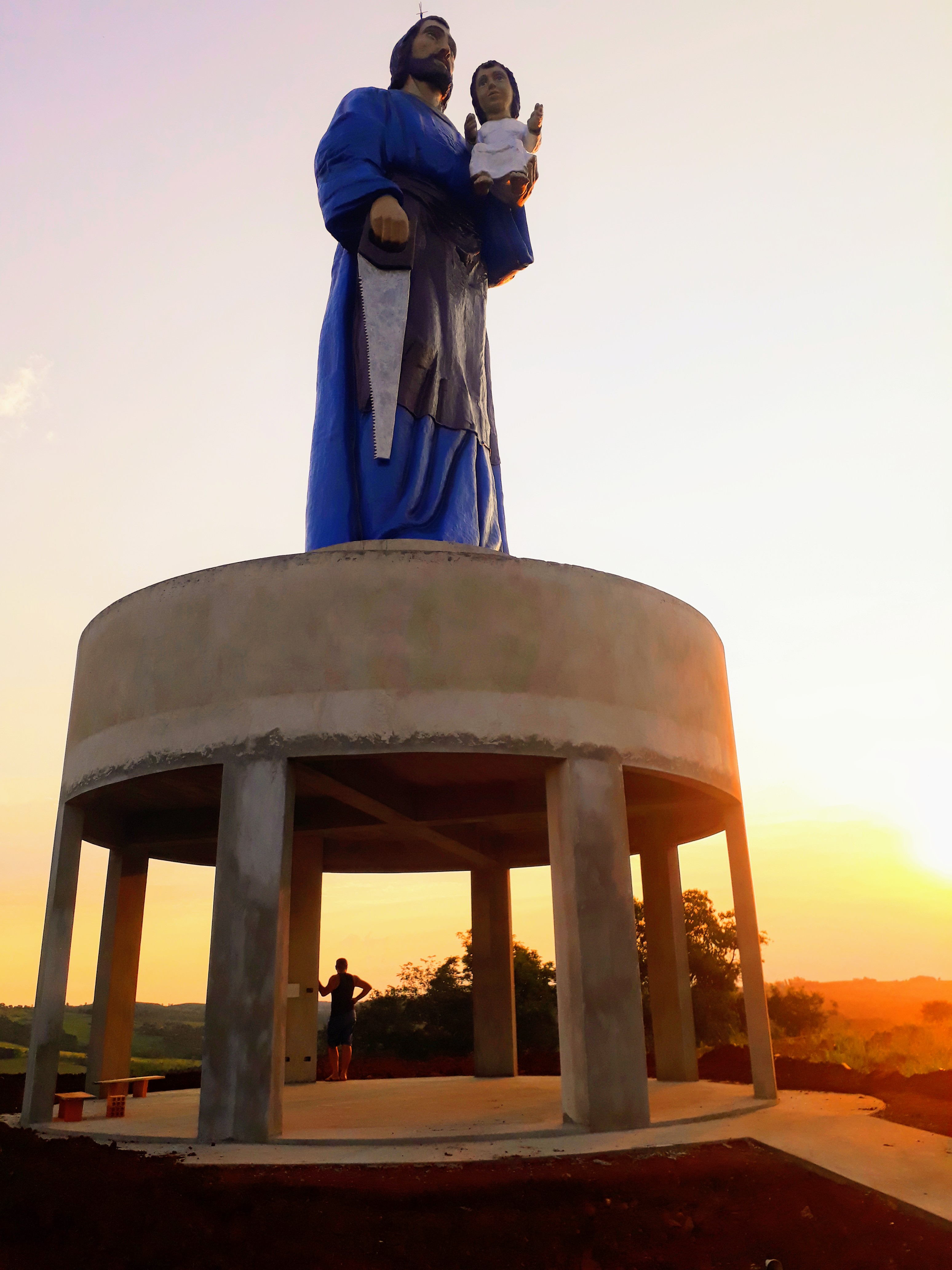
Oratório de São José, às margens da Rodovia do Café, em Imbaú.

O município de Imbaú possui aptidão para o turismo religioso, rural e ecoturismo, integrando oficialmente a Rota do Turismo Religioso do Estado do Paraná. A cidade e o interior do município apresenta diversos templos religiosos, principalmente da fé católica, por esse motivo foi erguido o Oratório de São José, às margens da BR-376, quilômetro 389, pista sul, local de fácil acesso e sempre contemplado por quem passa pela tão movimentada Rodovia do Café. O terreno de 2 alqueires foi adquirido em 2021, com apoio da comunidade e iniciativa da freira irmã Rosa Martin e do padre Mansueto Pontarolo, pároco. O Oratório, que recebe missas anuais e visitantes durante o ano todo, foi construído em homenagem ao santo padroeiro do município, sendo uma das maiores imagens de São José no Brasil, com 16 metros de altura.
Outro local visitado em Imbaú e que integra o turismo religioso e cultural do município é o Olho d’Água de São João de Maria, localizado na Charqueada dos Betins. É uma fonte d'água onde muitas pessoas fazem orações, que acreditam a água brotou graças ao milagre do Monge João Maria, a qual abençoou. O  Olho d’Água de Imbaú se junta a outros inúmeros do Paraná que formam a Lenda de São João Maria.